# Rue Watteau
La rue Watteau est une voie située dans le quartier de la Salpêtrière du 13e arrondissement de Paris.

## Situation et accès
La rue Watteau est accessible par la ligne 5 à la station Campo-Formio.

## Origine du nom
Elle porte le nom du peintre français Watteau (1684-1721), en 1867, en raison d'un grand nombre de rues dédiées aux peintres dans ce secteur.

## Historique
Ancien chemin présent sur les plans de Paris de 1672, cette rue ouverte en 1788 a porté le nom de « rue du Petit Bouquet » en 1816, puis « rue du Banquier » et « rue Petit-Banquier » avant d'être réunie sous le nom de « rue Watteau » le 27 février 1867.
En 1968, une grande partie de la rue est condamnée lors du réaménagement de l'îlot en immeubles HLM et n'est plus accessible à la circulation. La voie est rouverte à la fin des années 1990 sous le nom de « voie EB/13 », avant de reprendre le nom de « rue Watteau » sur son intégralité en 2000.

## Dans la littérature
Dans Le Colonel Chabert, Honoré de Balzac situe l'adresse de Chabert rue du Petit-Banquiert.

## Bâtiments remarquables et lieux de mémoire
- Accès au jardin d'immeubles du boulevard de l'Hôpital.